# Nguyễn Phúc Miên Tuấn
Nguyễn Phúc Miên Tuấn (chữ Hán: 阮福綿寯; 12 tháng 6 năm 1827 – 22 tháng 6 năm 1907), tự là Dương Hiền (陽賢), Ngạn Thúc (彦叔), Ngạn Chi (彦之), Trọng Diên (仲延), Nhã Trang (雅莊), hiệu là Tùng Viên (松園), xưng là Nhã Đường chủ nhân hay Lạc Thiện lão nhân, tước phong Hòa Thạnh vương (和盛王), là một hoàng tử con vua Minh Mạng nhà Nguyễn trong lịch sử Việt Nam.

## Tiểu sử
Hoàng tử Miên Tuấn sinh ngày 18 tháng 5 (âm lịch) năm Đinh Hợi (1827), là con trai thứ 37 của vua Minh Mạng, mẹ là Ngũ giai An tần Hồ Thị Tùy. Ông là người con út của bà An tần. Năm 1831, ông được ra Quảng Phúc đường học với các hoàng tử anh em.
Năm Minh Mạng thứ 21 (1840), vua cho đúc các con thú bằng vàng để ban thưởng cho các hoàng thân anh em, các hoàng tử công và hoàng tử chưa được phong tước. Hoàng tử Miên Tuấn được ban cho một con sư tử bằng vàng nặng 6 lạng 1 đồng cân.
Năm Thiệu Trị thứ 3 (1843), hoàng đệ Miên Tuấn ra mở phủ riêng ở sau chùa Giác Hoàng (ban đầu là phủ đệ của vua Minh Mạng khi ông chưa lên ngôi). Năm đó ông được phong làm Hòa Thạnh Quận công (和盛郡公). 
Năm Tự Đức thứ 11 (1858), phủ đệ của Nghĩa Quốc công Miên Tằng bị mất trộm. Quận công Miên Tuấn ngờ là do đám lính canh, hơn 8 - 9 tháng sau mới đem việc tâu lên, bộ Hình tra xét thì không thấy có tang vật lấy trộm. Quan bộ Hình tâu xin theo lẽ trừng phạt qua loa để hết việc án bỏ lâu. Quận công Miên Tuấn đưa thư đến mắng nhiếc. Vua bảo rằng: “Hoà Thạnh Quận công quen tính thô bạo, ương ngạch, bỏ mất lễ độ, nói không nên lời, mà muốn cho văn vẻ, bụng đã bất chính mà muốn công kích người sẽ cho là sủng lộc mà đủ cậy chăng ? Người chí thân mà không trị tội chăng?”, bắt phạt bổng và sai phủ Tôn Nhân răn bảo. Nhân định từ sau các phủ đệ, trừ việc cất nhắc hay tham hặc thuộc viên trong phủ, thì mọi việc đều phải bẩm tâu với phủ Tôn Nhân, hoặc xét xử cho mọi người đều phục, chứ phủ đệ không được làm tập tâu riêng.
Năm Tự Đức thứ 22 (1869), quận công Miên Tuấn cho lập biệt thự ở làng Vạn Xuân, xây một lầu là Hi Ngã sào.
Năm Kiến Phúc thứ nhất (1883), ông được gia phong làm Thạnh Quốc công (盛國公). Khi sự biến kinh thành Huế nổ ra, ông cùng gia đình chạy ra Lưu Biêu, phủ lầu bị cướp phá, gia sản bị thiêu rụi, may vẫn còn phủ chính và một ngôi nhà lầu. Năm 1886, quốc công Miên Tuấn đã 60 tuổi, dời ra ở vườn riêng thuộc ấp Đông Trì.
Đồng Khánh năm thứ 3 (1887), đình thần xin tấn phong cho mẹ đẻ của vua Đồng Khánh là bà Bùi Thị Thanh làm Vương phi. Quốc công Miên Trữ cùng quốc công Miên Tuấn xem tờ sớ rồi bàn riêng, Miên Trữ nói: “Từ xưa tới nay chưa có phủ thiếp được phong vương phi”, Miên Tuấn nói: “Việc ấy là phép cấm của đời Hán, Tống”. Quan Khoa đạo đem việc ấy tâu lên vua. Đình thần luận tội, đều cho hai ông phải bị cách mất tước phong, thu hồi mũ áo sách phong, cho về nhàn tản. Vua thuận theo, gia ơn cấp lương cho hai ông theo tước Huyện công để không phải gặp cảnh bần cùng.
Năm 1889, dưới thời vua Thành Thái, hai ông Miên Trữ và Miên Tuấn đều được phục lại nguyên tước.
Năm Thành Thái thứ 5 (1893), quốc công Miên Tuấn phụng mệnh kiêm nhiếp chức vụ Tả tôn nhân ở Tôn nhân phủ, rồi theo mệnh Tam cung hầu hạ vua Thành Thái. Năm 1895, ông được tấn phong tước Hòa Thạnh công (和盛公). Cuối năm đó ông xin về nghỉ hưu vì tuổi già.
Năm Thành Thái thứ 8 (1896), thân công Miên Tuấn thọ 70 tuổi, vua sai Kiến Thụy Hương công Bửu Thạch mang phẩm vật tới ban cấp. Năm thứ 11 (1899), tháng 4 (âm lịch), vua tấn thăng cho ông làm Hòa Thạnh Quận vương (和盛郡王).
Ngày 12 tháng 5 (âm lịch) năm Đinh Mùi (1907), quận vương Miên Tuấn mất, hưởng thọ 81 tuổi, thụy là Đoan Cung (端恭). Lúc sinh thời, ông là người mê sách hiếu học, giản dị đạm bạc, vua truy tặng cho ông làm Hòa Thạnh vương (和盛王), cho thêm 300 đồng sung vào tiền an táng. Mộ của Vương được táng tại Dương Xuân Hạ, ngày nay tọa lạc trên đường Bùi Thị Xuân (phường Phường Đúc, Huế); còn phủ thờ nằm trên đường Chi Lăng (phường Phú Hiệp).
Trước tác của Vương có Nhã Đường thi tập (10 cuốn), Nhã Đường văn tập, Hiếu kinh lập bản, Quốc âm hiếu sử.

## Hậu duệ
Hòa Thạnh vương Miên Tuấn có 34 con trai và 27 con gái. Ông được ban cho bộ chữ Nữ (女) để đặt tên cho các con cháu trong phòng.
Năm 1904, tháng 12 (âm lịch), công tử Hồng Uy con của Vương tập phong làm Hòa Thạnh Quận công. Theo lệ thì cha qua đời thì con mới dược tập phong, nhưng lúc này quận vương Miên Tuấn vì tuổi đã già, con cũng lớn hết nên chuẩn cho ân phong, nhưng vẫn lãnh bổng của hàng công tử, khi Vương mất mới được lãnh bổng quận công.
Hòa Thạnh vương Miên Tuấn còn có một người con trai là công tử Hồng Khanh, một quan văn trong triều. Ông này là cha của cố nhạc sĩ Ưng Lang.